# Retour à Ithaque
Pour plus de détails, voir Fiche technique et Distribution.
Retour à Ithaque est un film français réalisé par Laurent Cantet, sorti en 2014.

## Synopsis
Après seize ans d'exil en Espagne, Amadeo revient à La Havane et retrouve ses quatre amis de toujours, Tania, Rafa, Aldo et Eddy. Aux retrouvailles empreintes de nostalgie et d'évocation de souvenirs de jeunesse vont très vite succéder les questions, les reproches, la rancœur. Pourquoi Amadeo est-il parti, pourquoi n'est-il jamais revenu, pourquoi chacun d'entre eux est devenu ce qu'il est aujourd'hui. Et en filigrane, derrière les échanges empreints à la fois de tendresse et de colère, vont lentement se dévoiler les rouages de toutes les dictatures – et de celle de Cuba en particulier – et la façon dont celles-ci broient les individus et leurs aspirations.

## Fiche technique
- Titre français : Retour à Ithaque
- Réalisation : Laurent Cantet
- Scénario : Laurent Cantet en collaboration avec Leonardo Padura
- Pays d'origine :  France
- Genre : comédie dramatique
- Durée : 92 minutes
- Date de sortie : 3 décembre 2014

## Distribution
- Néstor Jiménez : Amadeo
- Isabel Santos : Tania
- Fernando Hechevarria : Rafa
- Pedro Julio Díaz Ferran : Aldo
- Jorge Perugorría : Eddy
- Carmen Solar : la mère d'Aldo
- Rone Luis Reinoso : Yoenis, le fils d'Aldo
- Andrea Doimeadios : Leinada, la petite amie de Yoenis

## Distinctions
•  Prix de la Journée des Auteurs 2014

### Sélections
- Mostra de Venise 2014 : sélection « Giornate degli Autori »
- Festival international du film de Saint-Sébastien 2014 : sélection « Pearls »
- Festival international du film de Toronto 2014 : sélection « Special Presentations »

## Musique
Sauf indication contraire ou complémentaire, les informations mentionnées dans cette section proviennent du générique de fin de l'œuvre audiovisuelle présentée ici.
- Eva María - Formula V (en)
- Aquellas pequeñas cosas (es) - Joan Manuel Serrat
- Mediterraneo - Joan Manuel Serrat
- California Dreamin' - The Mamas and the Papas
- No me platiques - Bola de Nieve
- Este Reggaeton - Marc Ferrari / Josh Kesler / Jesse Shatkin / Isaac Flores
- Fuego Fire -

## Remarque
Le titre est une référence mythologique au retour d'Ulysse dans l'île d'Ithaque.